# Ши, Джек
Джон Амос «Джек» Ши (англ. John Amos „Jack“ Shea, 7 сентября 1910, Лейк-Плэсид — 17 января 2002, там же) — американский конькобежец, двукратный олимпийский чемпион 1932 года.
В 1930 году Джек Ши был чемпионом США, а в 1929 году — чемпионом Северной Америки.
На зимних Олимпийских играх 1932 года в Лейк-Плэсиде Джек Ши стал двукратным олимпийским чемпионом, завоевав золотые медали на дистанциях 500 и 1500 метров. Джек Ши стал первым американцем, который выиграл две золотые олимпийские медали на одной Олимпиаде. Во время церемонии открытия Игр Джек Ши произносил от лица спортсменов Олимпийскую клятву.
Джек Ши был евреем, и по совету одного раввина отказался от участия в Олимпийских играх 1936 года в фашистской Германии.
Джек Ши входил в комитет по организации зимних Олимпийских игр 1980 года в своём родном городе — Лейк-Плэсиде.

## Семья
Сын Джека Джим Ши был участником лыжных соревнований (лыжные гонки и лыжное двоеборье) на зимних Олимпийских играх 1964 года в Инсбруке. Внук Джека Джим (Джимми) Ши — младший стал олимпийским чемпионом по скелетону на зимней Олимпиаде 2002 года в Солт-Лейк-Сити. Джимми Ши, как и его дед 70 лет назад, произносил олимпийскую клятву от лица спортсменов на открытии Игр. Джек Ши собирался наблюдать за соревнованиями, в которых предстояло участвовать внуку, но за месяц до начала Олимпиады погиб в автомобильной аварии в возрасте 91 года.

## Лучшие результаты
Лучшие результаты Джека Ши на отдельных дистанциях:
- 500 метров — 43,40 (4 февраля 1932 года, Лейк-Плэсид)
- 1500 метров — 2:57,50 (4 февраля 1932 года, Лейк-Плэсид)